# 张宝英
张宝英（1940年12月—），女，河南长葛人，中国豫剧表演艺术家，一级演员，安阳市豫剧团团长，河南省戏剧家协会副主席，第七届全国政协委员。